# Llista de pel·lícules projectades a la Mostra Internacional de Films de Dones de Barcelona
La Mostra Internacional de Films de Dones de Barcelona és un festival que se celebra de manera anual a Barcelona des de 1993. Té l'objectiu de promoure el cinema dirigit per dones i el de visibilitzar la cultura audiovisual femenina a través de la projecció de pel·lícules internacionals fetes per dones.

### Primera edició (14-20 de juny de 1993, Filmoteca de Catalunya)[1]
| Secció Panorama                                | Secció Panorama                                   | Secció Panorama | Secció Panorama                     |
| Títol                                          | Títol original                                    | Any             | Direcció                            |
| ---------------------------------------------- | ------------------------------------------------- | --------------- | ----------------------------------- |
| Desmaquillant!                                 | Abgeschminkt!                                     | 1992            | Katja von Garnier                   |
|                                                | Amélia Lópes O’Neill                              | 1990            | Valeria Sarmiento                   |
| Pomeres                                        | Apfelbäume                                        | 1991            | Helena Sanders-Brahms               |
| Filles de la pols                              | Daughters of the dust                             | 1991            | Julie Dash                          |
| La mudança                                     | Le déménagement                                   | 1992            | Chantal Akerman                     |
| Darrera de portes tancades                     | Hinter verschlossenen türen                       | 1991            | Anka Schmid                         |
|                                                | Mizike mama                                       | 1992            | Violaine de Villers                 |
| Diari per al meu pare i la meva mare           | Napló apámnak anyámnak                            | 1990            | Márta Mészáros                      |
| Privilegi                                      | Privilege                                         | 1990            | Yvone Rainer                        |
| L’àngel de la guarda                           | Skyddsängeln                                      | 1990            | Suzanne Osten                       |
| Gràcies a Deu sóc lesbiana                     | Thanks God I’m a lesbian                          | 1992            | Dominique Cardona i Laurie Colbert  |
| Visions de l’esperit: un retrat d’Alice Walker | Visions of the spirit: a portrait of Alice Walker | 1989            | Elena Featherston                   |
| Les dones de la porta del costat               | Women next door                                   | 1992            | Michal Aviad                        |
| Monografia: Realitzadores britàniques          |                                                   |                 |                                     |
| Al vostre gust                                 | As you like it                                    | 1992            | Christine Edzard                    |
| Blau negre permanent                           | Blue black permanent                              | 1992            | Margaret Tait                       |
| Somieu!                                        | Dream on                                          | 1991            | Col·lectiu Amber                    |
| La bona esposa de Tokio                        | The good wife of Tokio                            | 1992            | Kim Longinotto i Claire Hunt        |
|                                                | Lady Lazarus                                      | 1991            | Sandra Lahire                       |
|                                                | Rosebud                                           | 1991            | Cheryl Farthink                     |
| L’escrit a la sorra                            | The writing in the sand                           | 1991            | Col·lectiu Amber                    |
| Memòria: les pioneres                          |                                                   |                 |                                     |
| Una casa dividida                              | A house divided                                   | 1913            | Alice Guy                           |
|                                                | Suspense                                          | 1913            | Lois Weber                          |
| La somrient madame Beudet                      | La souriante madame Beudet                        | 1923            | Germaine Dulac                      |
| La petxina i el mossèn                         | La coquille et le clergyman                       | 1927            | Germaine Dulac                      |
| Les camperoles de Riazan                       | Babi Riazanskie                                   | 1927            | Olga Preobrazhenskaia i Ivan Pravov |
| Noies amb uniforme                             | Mädchen in uniform                                | 1931            | Leontine Sagan i Carl Froelich      |
|                                                | Nana                                              | 1934            | Dorothy Arzner                      |
|                                                | El gato montés                                    | 1935            | Rosario Pi Brujas                   |
| Embulls de la tarda                            | Meshes of the afternoon                           | 1943            | Maya Deren                          |
| A la terra                                     | At land                                           | 1944            | Maya Deren                          |
| Estudi coreogràfic per a la càmera             | A study in choreography for the camera            | 1945            | Maya Deren                          |
| Rituals en el temps transfigurats              | Rituals in transfigurated time                    | 1946            | Maya Deren                          |

### Segona edició (6-12 de juny de 1994, Filmoteca de la Generalitat de Catalunya)[2]
| Secció Panorama                                   | Secció Panorama                                        | Secció Panorama | Secció Panorama              |
| Títol                                             | Títol original                                         | Any             | Direcció                     |
| ------------------------------------------------- | ------------------------------------------------------ | --------------- | ---------------------------- |
| Los años oscuros                                  | Urte ilunak                                            | 1993            | Arantxa Lazkano              |
| El fresc mata                                     | Fresh Kill                                             | 1994            | Shu Lea Cheang               |
| A lligar!                                         | Go Fish                                                | 1993/94         | Rose Troche                  |
| La gran síndria                                   | Il grande cocomero                                     | 1992            | Francesca Archibugi          |
|                                                   | Mi vida loca                                           | 1993            | Allison Anders               |
| Jo Ivan tu Abraham                                | Moi Ivan toi Abraham                                   | 1993            | Yolande Zaunerman            |
| No gaire catòlica                                 | Pas très catolique                                     | 1993            | Tonie Marshall               |
| Travolta i jo                                     | Travolta et moi                                        | 1993            | Patricia Mazuy               |
| Per divertir-nos                                  | Zhao Le                                                | 1992            | Ning Ying                    |
| Homenatge a Mai Zetterling                        |                                                        |                 |                              |
|                                                   | Amorosa                                                | 1986            | Mai Zetterling               |
| Monogràfic: La mirada documental                  |                                                        |                 |                              |
| Criatures del destí                               | Children of fate                                       | 1992            | Susan Todd Andrew Young      |
| De l’est                                          | D’est                                                  | 1993            | Chantal Akerman              |
| Les senyoretes ja tenen 25 anys                   | Les demoiselles on teu 25 ans                          | 1993            | Agnès Varda                  |
| Noies de somni                                    | Dream girls                                            | 1993            | Kim Longinotto Jano Williams |
| Amor prohibit: vides lesbianes sense tabús        | Forbidden love: the unashamed stories of lesbian lives | 1992            | Aerlyn Weissman Lynne Fernie |
| La força del riure                                | Die macht des lachens                                  | 1993            | Ulla Fels                    |
| De dret al contingut                              | Shoot for the contents                                 | 1991            | Trinh T. Minh-ha             |
| El cap a l’inrevés                                | La tête a l’envers                                     | 1993            | Violaine de Villers          |
| Quan les dones maten                              | When women kill                                        | 1994            | Barbara Doran                |
| Memòria: Les pioneres nord-americanes             |                                                        |                 |                              |
| ’49-’17                                           | Forty-nine seventeen                                   | 1917            | Ruth-Ann Baldwin             |
| Retorn al país de Déu                             | Back to God’s country                                  | 1919            | David Hartford               |
| La taca                                           | The blot                                               | 1921            | Lois Weber                   |
|                                                   | Lola Casanova                                          | 1948            | Matilde Landeta              |
|                                                   | La negra Angustias                                     | 1949            | Matilde Landeta              |
| Les primeres cineastes americanes de l’època muda | The silent feminists. American’s first women directors | 1992            | Anthony Slide                |
| Curtmetratges. Les realitzadores catalanes        |                                                        |                 |                              |
|                                                   | Bruxelles                                              | 1993            | Marta Pahissa                |
|                                                   | Clara Foc                                              | 1992            | Judith Colell                |
|                                                   | Escrit a la pell                                       | 1994            | Judith Colell                |
|                                                   | De nou a deu                                           | 1991            | Teresa de Pelegrí            |
| Origin                                            | Origen                                                 | 1992            | Teresa de Pelegrí            |
|                                                   | Roig                                                   | 1993            | Teresa de Pelegrí            |
| Arlequí exterminador                              | Harlequin exterminator                                 | 1991            | Marta Balletbó-Coll          |
|                                                   | Intrepidíssima                                         | 1992            | Marta Balletbó-Coll          |
| J.V.                                              | Jodido violador                                        | 1993            | Isabel Gardela               |
| Mata’m més tard                                   | Kill me later                                          | 1993            | Maria Ripoll                 |
|                                                   | Raquel                                                 | 1993            | Ona Planas                   |

### Tercera edició (29 de maig - 4 de juny de 1995, Filmoteca de Catalunya)[3]
| Secció Panorama                                                                                            | Secció Panorama | Secció Panorama | Secció Panorama                                                         |
| Títol | Títol original | Any             | Direcció                                                                |
| --- | --- | --------------- | ----------------------------------------------------------------------- |
| Alícia defallia                                                                                            | Alicia was fainting | 1994            | Núria Olivé-Bellés                                                      |
| Carlo i Ester                                                                                              | Carlo & Ester | 1994            | Helle Ryslinge                                                          |
| Costa Brava –Àlbum de Familia–                                                                             | Costa Brava –Family Album– | 1995            | Marta Balletbó-Coll                                                     |
| | El diablo nunca duerme | 1994            | Lourdes Portillo                                                        |
| | Entre rojas | 1995            | Azuzena Rojas                                                           |
| Amigues | Friends | 1993            | Elaine Proctor                                                          |
| | El jardín del Edén | 1994            | Maria Novarro                                                           |
| M’agrades gras, gras, grassa                                                                               | Je t’aime gros, gros, gros | 1993            | Helen Doyle                                                             |
| Martha i Ethel                                                                                             | Martha and Ethel | 1993            | Jyll Johnstone                                                          |
| Només les valentes                                                                                         | Only the Brave | 1994            | Anastasia Kokkinos                                                      |
| Poc catòlica                                                                                               | Pas très catholique | 1993            | Tonie Marshall                                                          |
| I el petit príncep va dir…                                                                                 | Le petit prince a dit | 1992            | Christine Pascal                                                        |
| Petits tractes amb els morts                                                                               | Petits arrangements avec les morts | 1994            | Pascale Ferran                                                          |
| Retrat d’una jove de finals dels 60 a Brussel·les                                                          | Portrait d’une jeune fille de la fin des années 60, à Bruxelles                                                                              | 1993            | Chantal Akerman                                                         |
| Els pits al cap                                                                                            | Les seins dans la tête | 1994            | Mireille Dansereau                                                      |
| Monografia: Realitzadores cubanes                                                                          | |                 |                                                                         |
| | Cuando una mujer no duerme | 1958            | Rebeca Chávez                                                           |
| | De cierta manera | 1974            | Sara Gómez Yera                                                         |
| | Espiral | 1992            | Miriam Talavera                                                         |
| | Momentos de Tina | 1988            | Mayra Vilasis                                                           |
| | Mujer ante el espejo | 1983            | Marisol Trujillo                                                        |
| | Mujer Transparente | 1990            | Héctor Veitía, Mayra Segura, Mayra Vilasis, Mario Crespo, Ana Rodríguez |
| | Uno, dos, eso es | 1986            | Miriam Talavera                                                         |
| | Yo soy Juana Bacallao | 1989            | Miriam Talavera                                                         |
| Memòria: Alice Guy                                                                                         | |                 |                                                                         |
| Qui és Alice Guy?                                                                                          | Qui est Alice Guy? | 1976            | Nicole-Lise Bernheim                                                    |
| Llevadora de primera                                                                                       | Sage-femme de première classe | 1902            | Alice Guy                                                               |
| La vida de Crist                                                                                           | La vie du Christ | 1906            | Alice Guy                                                               |
| El fill de les barricades                                                                                  | L’enfant de la barricade | 1906            | Alice Guy                                                               |
| La senyora té desitjos                                                                                     | Madame a des envies | 1906            | Alice Guy                                                               |
| Alice Guy rodant una “fono escena”                                                                         | Alice Guy tournant una phonoscene | 1906            | Alice Guy                                                               |
| Escenes de cafè teatre (programa sonor), recull d’escenes realitzades amb el procediment del “Chronophone” | MAYOL canta “Questions indiscrètes”, ELVAL canta “Chemineau, Chemine!”, MERCADIER canta “L’amant de la Lune” DRANEN canta “Le vraie Gugitsu” | 1935            | Alice Guy                                                               |
| Curtmetratges. Realitzadores de l’Estat Espanyol                                                           | |                 |                                                                         |
| | A través de la ventana | 1994            | Mònica Rumeu                                                            |
| | Biorxa | 1995            | Lydia Zimmerman                                                         |
| | Bona nit | 1995            | Teresa Granados                                                         |
| | Breu Encontre | 1994            | Verònica Font                                                           |
| | Camí de tango | 1995            | Paula Canals                                                            |
| | Isotonía | 1993            | Marcela Hernando                                                        |
| | Malena | 1995            | Diana Machado                                                           |
| | Memòria = Espai/Temps | 1995            | Glòria Blanes, Aleksandar Illic                                         |
| | Se paga al acto | 1994            | Teresa Marcos                                                           |

### Quarta edició (3-9 de juny de 1995, Filmoteca de la Generalitat de Catalunya)[4]
| Retrospectiva                                           | Retrospectiva                                            | Retrospectiva | Retrospectiva        |
| Títol                                                   | Títol original                                           | Any           | Direcció             |
| ------------------------------------------------------- | -------------------------------------------------------- | ------------- | -------------------- |
| El jardí perdut. La vida i el cinema d’Alice Guy-Blaché | The lost garden. The life and cinema of Alice Guy-Blaché | 1995          | Marquise Lepage      |
|                                                         | E ‘piccerella                                            | 1922          | Elvira Notari        |
| La santa nit                                            | ‘A santanotte                                            | 1922          | Elvira Notari        |
| La fantasia del soldat                                  | Fantasia ‘e surdato                                      | 1927          | Elvira Notari        |
| Hacia las alturas                                       | Christopher Strong                                       | 1933          | Dorothy Arzner       |
|                                                         | Olivia                                                   | 1950          | Jacqueline Audry     |
|                                                         | Cléo de 5 à 7                                            | 1961          | Agnès Varda          |
| Las margaritas                                          | Sedmikrasky                                              | 1966          | Vêra Chytilová       |
| Juegos de noche                                         | Nattlek                                                  | 1966          | Mai Zetterling       |
|                                                         | Jeanne Dielman, 23 quai du commerce, 1080 Bruxelles      | 1975          | Chantal Akerman      |
|                                                         | Función de noche                                         | 1981          | Josefina Molina      |
| Homenatge a Marguerite Duras                            |                                                          |               |                      |
|                                                         | Nathalie Granger                                         | 1972          | Marguerite Duras     |
|                                                         | India Song                                               | 1974          | Marguerite Duras     |
| Panorama                                                |                                                          |               |                      |
| Carmen Miranda: els plàtans “és” el meu negoci          | Carmen Miranda: bananas ‘is' my business                 | 1994          | Helena Solberg       |
| Con los ojos cerrados                                   | Con gli occhi chiusi                                     | 1994          | Francesca Archibugi  |
| Vermellor                                               | Hongfen                                                  | 1995          | Li Shaohong          |
| Sóc la filla de la meva mare                            | Ben annemin kiziyin Ich bin tochter meiner mutter        | 1995          | Seyhan Derin         |
|                                                         | Nico-Icon                                                | 1995          | Suzanne Ofteringer   |
| Germana, germana meva                                   | Sister, my sister                                        | 1994          | Nancy Meckler        |
| Un conte d’amor                                         | A tale of love                                           | 1995          | Trinh T. Minh-Ha     |
| El que em va dir la mare                                | What my mother told me                                   | 1994          | Frances-Anne Solomon |
| Curtmetratges internacionals                            |                                                          |               |                      |
|                                                         | La acera de enfrente                                     | 1991          | Panchita             |
|                                                         | Bit                                                      | 1993          | Daniela Forn         |
|                                                         | Doscientos metros                                        | 1996          | Mónica Saurina       |
| Corre, si pots                                          | Lauf, wenn du kannst                                     | 1996          | Alexandra Schulz     |
|                                                         | La música de les esferes                                 | 1996          | Harmonia Carmona     |
|                                                         | La núvia moderna                                         | 1995          | Carmen Fernández     |
|                                                         | El país del silenci                                      | 1995          | Gemma Cebrià         |